# Samuel Usque
Samuel Usque (siglos XV-XVI) fue un judío portugués, huido a Castilla (España). Probablemente nació en Lisboa, pero luego huyó del Santo Oficio y vivió durante algún tiempo en Ferrara (Italia). 

## Obra
Su única obra conocida es Consolação às Tribulações de Israel (1553), impreso por Abraham Usque, cuya relación con Samuel todavía no está clara. En este trabajo hace uso de una prosa inspirada en el texto de la Biblia, en la literatura sagrada y los clásicos, para contar la historia del pueblo judío, perseguido y mártir, al tiempo que se declara la esperanza de llegar a Tierra Santa. Prácticamente desconocida, es una obra maestra de la literatura portuguesa y judía.  
Hay que tener en cuenta que Abraham Usque publicó también en 1554, la famosa obra de Bernardim Ribeiro, Menina e Moça.